# Lukáš Rosol
Lukáš Rosol (Brno, 24 juli 1985) is een Tsjechisch tennisser die sinds 2004 actief is in het professionele tenniscircuit.
Rosol begon het jaar 2012 succesvol met zijn eerste ATP-toernooi overwinning. Hij won aan de zijde van zijn Slowaakse partner Filip Polášek het dubbelspel van het ATP-toernooi van Doha door in de finale het Duitse duo Christopher Kas en Philipp Kohlschreiber te verslaan met 6-3, 6-4.
Op de ATP Challenger Tour heeft Rosol vijf enkelspel en zes dubbelspeltoernooien op zijn naam staan. 
Zijn beste resultaat in het enkelspel op een grandslamtoernooi is de derde ronde op Roland Garros in 2011.
Rosol verwierf zijn grootste bekendheid door in 2012 de nummer 2 van de wereld, Rafael Nadal, te verslaan in de tweede ronde van Wimbledon, 6-7(9-11), 6-4, 6-4, 2-6, 6-4. Hij zorgde hiermee voor een van de grootste verrassingen in de geschiedenis van de Grandslamtoernooien.
Vervolgens verloor hij in de derde ronde van Philipp Kohlschreiber in straight sets, 6-2, 6-3, 7-6 (8-6).

## Palmares

### Enkelspel
| Nr.                         | Datum         | Toernooi      | Ondergrond | Tegenstander in finale | Score    | Details |
| --------------------------- | ------------- | ------------- | ---------- | ---------------------- | -------- | ------- |
| Gewonnen finales herenenkel |               |               |            |                        |          |         |
| 1.                          | 22 april 2013 | ATP Boekarest | Gravel     | Guillermo García López | 6–3, 6-2 | Details |

### Dubbelspel
| Nr.                          | Datum          | Toernooi | Ondergrond | Partner       | Tegenstanders in finale               | Score    | Details |
| ---------------------------- | -------------- | -------- | ---------- | ------------- | ------------------------------------- | -------- | ------- |
| Gewonnen finales herendubbel |                |          |            |               |                                       |          |         |
| 1.                           | 6 januari 2012 | ATP Doha | Hardcourt  | Filip Polášek | Christopher Kas Philipp Kohlschreiber | 6–3, 6-4 | Details |

## Prestatietabel
| Legenda | Legenda                          |
| ------- | -------------------------------- |
| g.t.    | geen toernooi gehouden           |
| l.c.    | lagere categorie                 |
| –       | niet deelgenomen                 |
| G       | uitgeschakeld in de groepsfase   |
| 1R      | uitgeschakeld in de eerste ronde |
| 2R      | uitgeschakeld in de tweede ronde |
| 3R      | uitgeschakeld in de derde ronde  |
| 4R      | uitgeschakeld in de vierde ronde |
| KF      | uitgeschakeld in de kwartfinale  |
| HF      | uitgeschakeld in de halve finale |
| F       | de finale verloren               |
| W       | het toernooi gewonnen            |
| w-v     | winst/verlies-balans             |

### Prestatietabel enkelspel
| Grandslamtoernooien   |      |      |    |      |      |      |     |      |      |
| Australian Open       | –    | –    | 1R | 2R   | 1R   | 2R   | 3R  | –    | –    |
| Roland Garros         | –    | 3R   | 2R | 2R   | 1R   | 3R   | 1R  | –    | 1R   |
| Wimbledon             | –    | –    | 3R | 1R   | 2R   | 2R   | 1R  | 2R   |      |
| US Open               | 1R   | 1R   | –  | 2R   | 1R   | 1R   | 1R  | –    |      |
| Tennis Masters Cup    |      |      |    |      |      |      |     |      |      |
| ATP World Tour Finals | –    | –    | –  | –    | –    | –    | –   | –    |      |
| ATP Masters 1000      |      |      |    |      |      |      |     |      |      |
| Indian Wells          | –    | –    | 1R | 1R   | 2R   | 4R   | 1R  | –    | –    |
| Miami                 | –    | –    | 3R | 2R   | 1R   | 3R   | 1R  | –    | –    |
| Monte Carlo           | –    | –    | –  | –    | 3R   | 1R   | 1R  | –    | –    |
| Madrid                | –    | –    | –  | –    | 1R   | 1R   | –   | –    | –    |
| Rome                  | –    | –    | –  | 1R   | 2R   | 1R   | –   | –    | –    |
| Montréal/Toronto      | –    | –    | –  | 1R   | –    | 2R   | –   | –    |      |
| Cincinnati            | –    | –    | –  | 1R   | –    | 1R   | –   | –    |      |
| Shanghai              | –    | –    | –  | 2R   | 1R   | –    | 1R  | –    |      |
| Parijs                | –    | –    | –  | 2R   | 1R   | 2R   | –   | –    |      |
| Olympische Spelen     |      |      |    |      |      |      |     |      |      |
| Olympische Spelen     | g.t. | g.t. | –  | g.t. | g.t. | g.t. | 1R  | g.t. | g.t. |
| Statistieken          |      |      |    |      |      |      |     |      |      |
| Totaal aantal titels  | 0    | 0    | 0  | 1    | 1    | 0    | 0   | 0    | 0    |
| Eindejaarsranking     | 164  | 70   | 73 | 47   | 31   | 55   | 113 | 203  |      |

### Prestatietabel dubbelspel
| Grandslamtoernooien   |      |     |      |      |      |    |
| Australian Open       | –    | 1R  | 1R   | 1R   | 1R   | 1R |
| Roland Garros         | –    | –   | 1R   | 1R   | KF   | 2R |
| Wimbledon             | 1R   | 2R  | 2R   | 2R   | 1R   | 2R |
| US Open               | 1R   | –   | 1R   | 2R   | 1R   | –  |
| Tennis Masters Cup    |      |     |      |      |      |    |
| ATP World Tour Finals | –    | –   | –    | –    | –    | –  |
| ATP Masters 1000      |      |     |      |      |      |    |
| Indian Wells          | –    | –   | –    | –    | 1R   | –  |
| Miami                 | –    | –   | –    | 2R   | 1R   | –  |
| Monte Carlo           | –    | –   | –    | 2R   | 1R   | –  |
| Madrid                | –    | –   | –    | 1R   | –    | –  |
| Rome                  | –    | –   | 2R   | HF   | 1R   | –  |
| Montréal/Toronto      | –    | –   | –    | –    | –    | –  |
| Cincinnati            | –    | –   | –    | –    | –    | –  |
| Shanghai              | –    | –   | 1R   | KF   | –    | –  |
| Parijs                | –    | –   | –    | 1R   | –    | –  |
| Olympische Spelen     |      |     |      |      |      |    |
| Olympische Spelen     | g.t. | –   | g.t. | g.t. | g.t. | 1R |
| Statistieken          |      |     |      |      |      |    |
| Totaal aantal titels  | 0    | 1   | 1    | 1    | 0    | 0  |
| Eindejaarsranking     | 165  | 128 | 72   | 39   | 91   |    |